# Filhós
Un filhós (plural filhoses) són unes postres tradicionals de Nadal a Portugal i al nord-est del Brasil.
Els filhoses es fan generalment formant boles a partir d’una barreja de farina i ous, i de vegades també amb carbassa i ratlladura de taronja, Quan la massa ha augmentat, es fa un motlle en una forma de dònut, però en lloc de fer un forat al centre, es fan petits forats. Les boles es fregeixen i s'escampen amb una barreja de sucre i canyella.
En la varietat brasilera no s'espolsa amb el sucre i la canyella, i sol estar coberta de mel o de panela fosa.